# ウンデカン
ウンデカン （英語: undecane） は、化学式が CH3(CH2)9CH3 のアルカンである。ヘンデカン（英語: hendecane）と呼ばれることもある。159 種類の構造異性体が存在する。可燃性・揮発性があり、常温常圧で無色の液体。CAS登録番号は [1120-21-4]。
ダニの一種 (Caloglyphus rodriguezi) では、ウンデカンをフェロモンとして利用している。ほか、昆虫界、植物界に散見する物質である。